# Régiment de Reding
Régiment de Reding est le nom donné au cours de l'Histoire à plusieurs régiments suisses commandés par des membres de la famille Reding originaire de Schwytz. Ces régiments de mercenaires ont été en particulier au service de la France du XVIe au XIXe siècle et de l'Espagne aux XVIIIe et XIXe siècles.

## Au service de la France

### Régiment suisse de Reding auXVIesiècle
Rudolf (Rodolphe) Reding (1539-1609) se met au service de la France en 1558 au sein d'une compagnie Schwitzoise. Il est successivement lieutenant, puis capitaine des régiments Frölich, Tammann et Pfyffer. Avec ce dernier, il se bat en 1569 pour le duc d'Anjou et futur roi de France Henri III lors de la bataille de Moncontour qui a vu la défaite des huguenots conduits par l'amiral Coligny. En 1585, anobli par Henri III, il devient propriétaire de son propre régiment et se met au service du roi de France jusqu'en 1588. Il est l'ascendant direct de tous les Reding évoqués dans cet article.

### Compagnies suisses de Reding auXVIIesiècle
Les fils de Rudolf servent en France dans la Garde suisse sans posséder leur propre régiment. Il s'agit d'Heinrich (Henri) (1562-1634), Ital (1573-1651) et Rodolphe (1582-1616) qui servent au régiment commandé par Kaspar Gallati (~1536-1619). Certains Reding possèdent toutefois leur propre compagnie franche à l'intérieur du régiment des Gardes suisses. Il en est ainsi d'Henri de Reding (fils aîné de Rudolf) en 1631-1634 et de Wolfgang Louis de Reding en 1660-1678.

### Régiment allemand de Reding (1705-1715)
D'abord colonel au service de la Savoie, Josef  Anton (Joseph Antoine) Reding (1658-1747) change de camp en 1705 et passe au service de la France pour laquelle il lève un régiment allemand à son nom dont il donne le commandement à son frère Johann Franz (Jean François) Reding (1662-1707) qui combattit avec l'armée française du Rhin et en Catalogne en 1706. En février 1715, le régiment est réformé et la compagnie commandée par son autre frère Franz Anton (François Antoine) incorporée dans le régiment Royal-Bavière.

### Régiment suisse de Reding (1756-1763)
Cette appellation est donnée au 3e régiment suisse passé en 1756 sous le commandement d'Anton Sebastian (Antoine Sébastien) Reding (~1695-1770), nommé maréchal de camp en 1761, et qui quitte le service en 1763. À son départ, le régiment devient le régiment de Pfiffer du nom de son nouveau commandant Franz Ludwig Pfyffer, seigneur de Wyher avant de devenir en 1768 le régiment de Sonnenberg.

## Au service de l'Espagne
Au cours des guerres d'Italie survenues durant la guerre de Succession d'Autriche, six régiments suisses entrèrent au service du roi d'Espagne
, d'abord Philippe V d'Espagne, puis après sa mort en 1746 son fils Ferdinand VI. Parmi ceux-ci, deux régiments de la famille Reding :

### Régiment Vieux-Reding
Ce régiment appartient à son colonel Josef Karl (José Carlos) Reding (1692-1751), qui se met au service de l'Espagne de 1743 jusqu'à  sa mort en 1751. Pendant la guerre de Succession d'Autriche, qui se termine en 1748, il se bat avec son régiment en Italie du Nord, et est enfin nommé brigadier en 1749.
Josef Ulrich (José Ulrico) Reding en devient le colonel propriétaire de 1759 à 1763, avant qu'il ne devienne de 1763 à 1778 la propriété du fils de Josef Karl, Franz Karl Josef Reding (1729-1778) qui est nommé brigadier en 1777.
À sa mort, le régiment Vieux-Reding est repris par Theodor Anton Reding, puis en 1780 par son fils Nazar Reding (1759-1825), et enfin en 1788 par son autre fils dit Théodore de Reding (1755/1809).

### Régiment Jeune-Reding
Ce régiment appartient à son colonel Karl Josef Reding (1713-1761), au service de l'Espagne de 1742 à 1749 et de 1758 à 1761.

### Régiments suisses de Reding n° 1 et n° 2
Il s'agit de la dénomination donnée aux deux régiments précédents lorsqu'ils passent sous le commandement de Théodore de Reding (1755-1809). Ceux-ci participent à la victoire des Espagnols sur les Français le 19 juillet 1808 lors de la bataille de Bailén où le régiment de Reding des Grisons se retrouve face à celui d'Affry (fils du Landammann de Soleure).